# Vozáry Pál
Vozáry Pál (1850 körül – Budapest, 1918. június 20.) mérnök, lapszerkesztő, fölmérési felügyelő.

## Élete
Vozáry Pál és Planka Anna fia. Királyi főmérnök volt Szegeden, majd Budapesten. Cikkeit közölte a Vasárnapi Ujság (1906. Egy magyar találmány sikere külföldön) és a Magyar Állam (1906. 165. sz. A daktiloszkopia). 1903 elején Meteor címmel indított hetenként megjelenő időjóslati lapot Szegeden, melyet később Budapesten szerkesztett. Vozáry Pálnak külön elmélete volt az időjárás szabályozására. Elektromos készülékeket szerkesztett úgyszólván minden különösebb anyagi támogatás nélkül és a maga filléreiből fedezte a kísérletezések költségeit. A gazdatársadalom felkarolta Vozáry vállalkozását és időjelző módszerét nem csodának vette, hanem az általa szerkesztett csillagászati forgatható térképpel a csillagok állását is bármikor meghatározhatta. A Vozáry által fölállított elmélet a tömegnyomások, a tömeghatások, a légnyomás megváltoztatására a napfoltok által előidézett változások mind-mind érthetők, csupán a levegőben levő villamos áramlatokat nem bírta meghatározni szabályosan Vozáry, mivel ehhez millióba kerülő műszerre volt szüksége és ez nem állt rendelkezésére. Szerény tudós volt, akit a hivatalos tudomány lemosolygott, de aki eszméiben bízva élete végső napjáig remélt a sikerben. A Köztelek c. lapnak 1910-től volt munkatársa. Közleményei a növényélet elektrokultúrai kísérleteit képekkel szemléltetve mutatták be eszméinek tudományos értékét. Halálát agyguta okozta. Felesége Katona Emma volt.

## Munkái
1. Automatikus módszerű gyakorlatok az írás és szépírás megtanulására. Szeged, 1897. Négy füzet.
2. Vezérkönyv az automatikus módszer elmélete és szabályaihoz. Az írás és szépírás legkönnyebb megtanulására. Uo. 1897.
3. Vezérkönyv a német nyelvhez. Uo. 1897.
4. A mechanikai meteorologia rendszerének alapelvei. Bpest, 1907.